# Bangor Chess Club
Bangor Chess Club – północnoirlandzki klub szachowy z siedzibą w Bangor.

## Historia
Klub został założony przez Eddiego Webba i Rona Hendersona w 1966 roku. Zespół kilkukrotnie był medalistą UCU League 1, zajmując trzecie miejsce w latach 1978, 1986 i 1988. Na początku XXI wieku w tych rozgrywkach pierwsza drużyna występowała pod nazwą Bangor Carnegie. Pod tą nazwą klub zdobył dwukrotnie drugie miejsce w rozgrywkach ligowych. W 2005 roku zespół dzielił drugie miejsce z Fisherwick Chess Club, a dwa lata później zajął samodzielną drugą pozycję; w obu przypadkach ligę wygrał Clifton House Chess Club. W 2025 roku klub zajął trzecią pozycję w lidze, za Belfast South Chess Club i Strand Chess Club.